# Jim Gilmore
James Stuart "Jim" Gilmore III (ur. 6 października 1949 w Richmond) amerykański polityk, działacz Partii Republikańskiej. W latach 1998–2002 był gubernatorem Wirginii. W 2008 roku ubiegał się o nominację Partii Republikańskiej w wyborach prezydenckich.